# Tomas Johansson (snowboardåkare)
Tomas Carl-Erik "Knoddas" Johansson, (Thomas i folkbokföringen) född 9 mars 1979 i Jukkasjärvi, är en svensk snowboardåkare. Han tävlar för Kiruna BK.
Johansson vann totala världscupen i halfpipe 2000. Han deltog i OS i Salt Lake City 2002 där han kom på en 25:e plats i halfpipe.